# Минц, Шломо
Шломо Минц (ивр. שלמה מינץ‎, 30 октября 1957, Москва) — израильский скрипач, альтист, дирижёр, педагог.

## Биография
В 1959 вместе с семьей переехал в Израиль. Учился у Илоны Фехер, которая представила его Айзеку Стерну, который стал его наставником.
Начал карьеру в 11 лет как солист Израильского филармонического оркестра под руководством Зубина Меты. Мета пригласил его заменить заболевшего Ицхака Перлмана и исполнить Первый скрипичный концерт Паганини. В 16 лет дебютировал в Карнеги-холле с Питтсбургским симфоническим оркестром.
Дирижировал известными оркестрами Европы, Японии, Израиля. Музыкальный советник камерного оркестра Израиля (1989—1993). В 1994—1998 был приглашенным руководителем симфонического оркестра Маастрихта. С 2002 — художественный руководитель музыкального фестиваля в г. Сьон и председатель жюри международного конкурса скрипачей там же.

## Репертуар
Исполнял и записывал произведения Паганини, Вивальди, Баха, Моцарта, Бетховена, Мендельсона, Брамса, Дебюсси, Сибелиуса, Стравинского, Бартока, Прокофьева, Шостаковича и др.

## Признание
Премия Академии Киджи (1984) и множество других. Почетный доктор университета Бен-Гуриона в Беэр-Шеве.